# (1005) Arago
(1005) Arago – planetoida z pasa głównego asteroid okrążająca Słońce w ciągu 5 lat i 236 dni w średniej odległości 3,17 au. Została odkryta 5 września 1923 roku w Obserwatorium Simejiz na górze Koszka na Półwyspie Krymskim przez Siergieja Bielawskiego. Nazwa planetoidy pochodzi od François Arago, francuskiego astronoma. Przed jej nadaniem planetoida nosiła oznaczenie tymczasowe (1005) 1923 OT.